# Hope for Paws
Hope for Paws es un grupo de rescate de animales sin fines de lucro 501(c)(3) con sede en Los Ángeles, California. Fundada por Eldad y Audrey Hagar en 2008, Hope for Paws rescata animales en malas condiciones que enfrentan el peligro de muerte por abuso o abandono, localizados en diferentes partes urbanas. Pagan los costos veterinarios y trabajan con otras organizaciones de bienestar animal con el fin de encontrar hogares permanentes para los animales que rescatan.
La organización aumenta la conciencia y la financiación mediante la filmación de misiones de rescate y publicitando las recuperaciones de animales enfermos bajo su cuidado. Con 1.500 millones de visitas en YouTube y 5 millones de suscriptores, a partir de 2021 se estima que ganan 880.000 dólares al año a través de videos, adicionalmente de lo que reciben a través de donaciones.